# Tarphius wollastoni
Tarphius wollastoni là một loài bọ cánh cứng trong họ Zopheridae. Loài này được Crotch miêu tả khoa học năm 1867.